# Castelo Coch

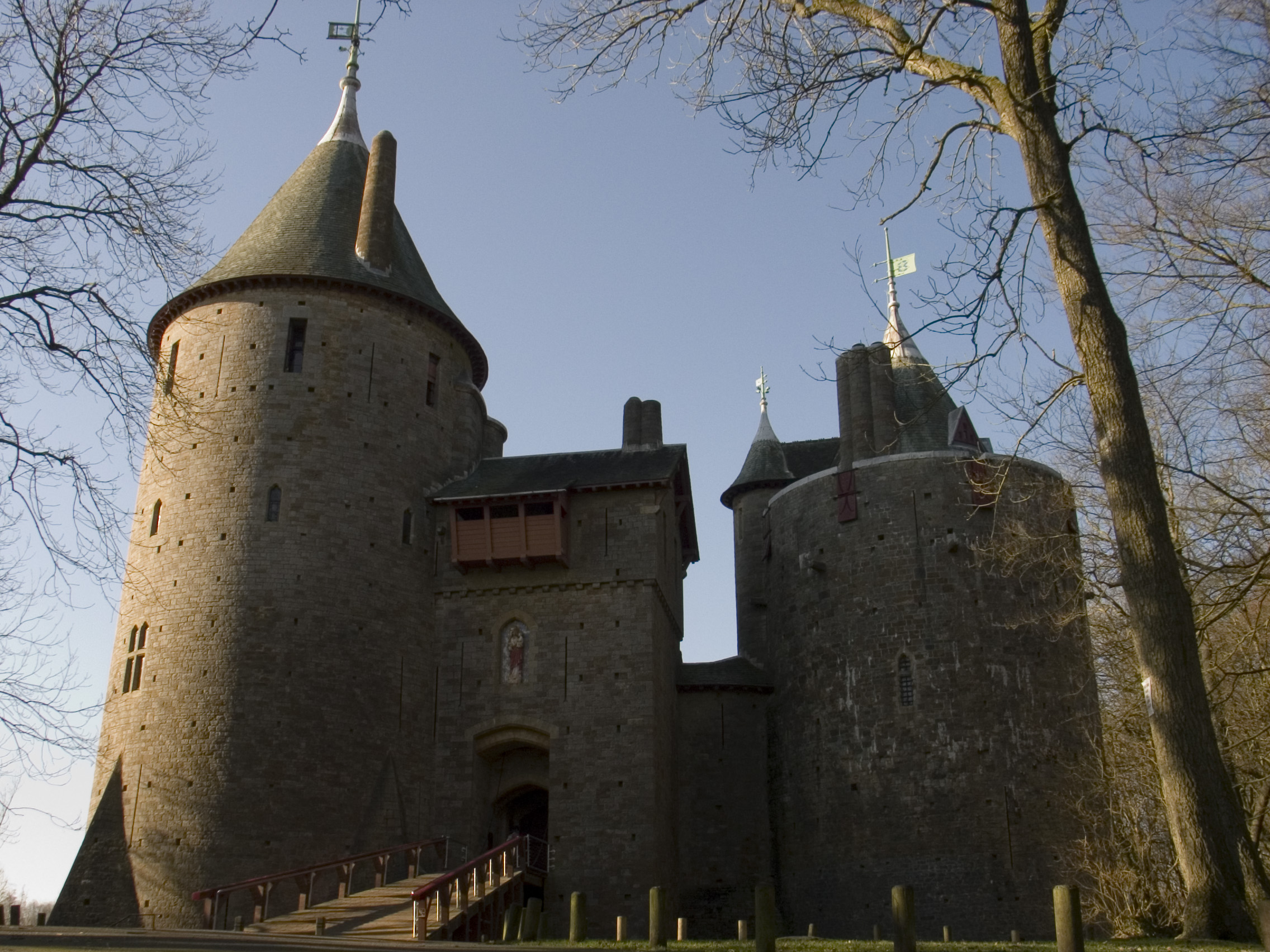
Castelo Coch, entrada principal, País de Gales.

O Castelo Coch (em língua inglesa Castell Coch) é um castelo localizado em Tongwynlais, Cardiff, País de Gales. 
Encontra-se classificado no Grau "I" do "listed building" desde 28 de janeiro de 1963.